# أندريا كونتي (لاعب كرة قدم)
أندريا كونتي (بالإيطالية: Andrea Conti)‏، ولد في 2 مارس 1994، هو لاعب كرة قدم إيطالي، يلعب في نادي سامبدوريا الإيطالي، في مركز الظهير الأيمن.

## مسيرته الكروية

### مع الأندية
ولد في ليكو، الواقعة في إقليم لومبارديا الإيطالي. في عام 2002، نجح في اختبار القبول لأكاديمية إيه سي ميلان لكرة القدم، لكنه رفض الانضمام ربسبب بعد مركز التدريب، الواقع في منطقة ليناتي، عن مكان سكنه. حصل كذلك على عرض من إنتر ميلان، لكنه في النهاية فضّل الانضمام لأكاديمية الشباب التابعة لنادي أتالانتا، حيث تدرج في قطاعات الناشئين بجانب كل من ماتيا كالدارا وروبيرتو جاليارديني

#### أتالانتا
تم تصعيده لفريق أتالانتا ب، موسم 2011-2012، ومعه خاض 13 مباراة، منهم 12 في دوري الشباب، أما المباراة الأخرى كانت في بطولة الكأس. بعدها بأشهر انتقل على سبيل الإعارة إلى صفوف بيروجيا الناشط في دوري القسم الثالث، ولعب مباراته الأولى، ضد سافونا في كأس إيطاليا، وخسر بهدف في الأوقات الإضافية. ظهر في 16 مباراة في تجربة إعارته الأولى، وكان له دورًا في تأهل بيروجيا لدوري القسم الثاني. في الموسم التالي، أعير مرة أخرى، هذه المرة إلى فيرتوس، من دوري الدرجة الثانية، وهناك قدّم أداء جيد، وساهم في تجنب الفريق الهبوط لدوري القسم الثالث بمعجزة.
إثر المستوى المميز الذي قدّمه مع فيرتوس في موسم 2014-2015، كافأته إدارة أتالانتا، بإدراج اسمه ضمن الفريق الأول. وفي 30 سبتمبر 2015، وقع على عقد مع النادي يمتد حتى عام 2019. في 2 ديسمبر 2015 شارك لأول مرة مع النادي في المباراة التي إنتهت بالخسارة أمام أودينيزي 1-3 ضمن كأس إيطاليا. أولى مشاركاته في الدوري، في 6 يناير 2016، كانت ضد إودينيزي كذلك وإنتهت بالخسارة 1-2. سجل هدفه الأول مع الفريق أمام فيرونا، يوم 3 فبراير، في المباراة التي انتهت بفوز أتالانتا 2-1. موسم 2016-2017 كان الثاني له مع الفريق، سجل فيه 8 أهداف في 33 مباراة لعبها في الدوري.

#### إيه سي ميلان
أثار كونتي اهتمام أندية عديدة بعدما ساهم في إنهاء أتالانتا لموسم 2016-2017 في المركز الرابع، وبالتالي، التأهل إلى الدوري الأوروبي. ليتعاقد معه إيه سي ميلان رسمياً في في 7 يونيو 2017 مقابل 24 مليون يورو بجانب بطاقة اللاعب الشاب بيسينا. عقد اللاعب مع ميلان يمتد حتى عام 2022.

### مع المنتخب
شارك مع منتخب إيطاليا تحت 21 سنة في 14 مباراة منذ أغسطس 2015 حتى نوفمبر 2016، وسجل هدف وحيد، ضد إنجلترا في مباراة ودية انتهت 3-2 لصالح إنجلترا.
في 31 مايو 2017، خاض كونتي مباراته الأولى مع المنتخب الإيطالي، ضد سان مارينو، مساهماً بصناعة ثلاثة أهداف في المباراة التي انتهت بنتيجة 8-0 لصالح إيطاليا.

## الإحصائيات
تحديث: 2 يونيو 2017
| النادي                | الموسم                | الدوري    | الدوري  | الكأس     | الكأس   | أوروبا    | أوروبا  | أخرى      | أخرى    | المجموع   | المجموع |
| النادي                | الموسم                | المباريات | الأهداف | المباريات | الأهداف | المباريات | الأهداف | المباريات | الأهداف | المباريات | الأهداف |
| --------------------- | --------------------- | --------- | ------- | --------- | ------- | --------- | ------- | --------- | ------- | --------- | ------- |
| بيروجيا               | 14-2013               | 16        | 0       | 1         | 0       | –         | –       | 1         | 0       | 18        | 0       |
| فيرتوس                | 15-2014               | 24        | 0       | 1         | 0       | –         | –       | –         | –       | 25        | 0       |
| أتالانتا              | 16-2015               | 14        | 2       | 1         | 0       | –         | –       | –         | –       | 15        | 2       |
| أتالانتا              | 17-2016               | 33        | 8       | 2         | 0       | –         | –       | –         | –       | 35        | 8       |
| أتالانتا              | مجموع أتالانتا        | 47        | 10      | 3         | 0       | -         | -       | -         | -       | 50        | 10      |
| مجموع المسيرة الكروية | مجموع المسيرة الكروية | 87        | 10      | 5         | 0       | -         | -       | 1         | 0       | 93        | 10      |

## روابط خارجية
- أندريا كونتي على موقع الاتحاد الأوربي (الإنجليزية)
- أندريا كونتي على موقع قاعدة بيانات كرة القدم.إي يو (الإنجليزية)
- أندريا كونتي على موقع ناشيونال فوتبول تيمز (الإنجليزية)
- أندريا كونتي على موقع Soccerway.com (الإنجليزية)
- أندريا كونتي على موقع عالم كرة القدم.نت (الإنجليزية)
- أندريا كونتي على موقع AS.com (الإسبانية)